# ブギス文字
ブギス文字（ブギスもじ）は、インドネシアのスラウェシ島南部（南スラウェシ州）で主にブギス語を表記するために用いられるブラーフミー系文字。
横長の文字で、斜線を組み合わせた波のように見える字形を特徴とする。左から右に書かれ、アブギダに属するが、音節末子音を表記しない。
小学校でブギス文字を教えているが、現在は衰退して祭儀や尚古趣味的な特別な場合以外は用いられなくなっている。

## 概要
ブギス文字は同じスラウェシ島のマカッサル文字とともに14世紀からの歴史を持つ。ブギス文字とマカッサル文字は実際には前者に前鼻音化子音「ngka mpa nra nca」の4文字が多いことを除いては同一である。
ロンタラと呼ばれるヤシの葉の上に書かれ、パロンタラという書記の専門職が存在する。
ブギス文字は、1400年頃にCenrana-Walannae地域で最初に発展したようだ。この地域から南スラウェシの他の地域にブギス文字が広がった可能性があるが、独立した発展の可能性を否定することはできない。 明らかなことは、証拠がある最も初期のブギス文字による記録は系図であったということである。
17世紀初頭に南スラウェシで紙が利用可能になったとき、以前はヤシの葉の上にまっすぐ、角度を付けて固く書く必要があったブギス文字を、紙にインクを使用してより速く、より多様で改新的な文字形式を書くことができるようになった。 R.A. Kern（1939：580-3）は、紙に書かれた湾曲した形の改新されたブギス文字は、彼が研究したヤシの葉に書かれたブギス文字には見られないようだと書いている。
オランダの言語学者B.F.Matthesの努力により19世紀半ばにロッテルダムで設計および製造されたブギス文字印刷機は、それ以来、マカサル、南スラウェシ、アムステルダムでの印刷に使用されてきた。また、学校でブギス文字を教えるためのモデルとしても使用される。最初はマカッサルとその周辺で、その後徐々に南スラウェシの他の地域で使用される。この標準化プロセスは、後の手書きに明らかに影響を与えた。ブギス文字の標準モデルが登場すると、以前は存在していたバリエーションが徐々に消えていった。そして、19世紀の終わりまでに、マカサル文字の使用は完全にブギス文字に置き換えられた。このブギス文字は、マカサル語の筆記者が「新しいロンタラ文字」と呼ぶこともある。
ブギス文字の子音字は、他のインド系の文字と同様にaが後続する。a以外の母音(i u e o ə)が後続する場合は母音記号を加える。母音字はaが1文字だけであり、それ以外の母音は子音字と同じようにaの文字に母音記号を加えることで表す。音節末子音は表記されないが、ブギス語は開音節が主であるために表記されなくてもそれほど困らない。

## 文字一覧
| 文字 | 音 | 文字 | 音 | 文字 | 音  | 文字 | 音   |
| ---- | -- | ---- | -- | ---- | --- | ---- | ---- |
|      | ka |      | ga |      | nga |      | ngka |
|      | pa |      | ba |      | ma  |      | mpa  |
|      | ta |      | da |      | na  |      | nra  |
|      | ca |      | ja |      | nya |      | nca  |
|      | ya |      | ra |      | la  |      | wa   |
|      | sa |      | a  |      | ha  |      |      |

| 文字 |   |   |   |   |   |
| 音   | i | u | e | o | ə |

## Unicode
2005年のUnicodeバージョン4.1で、基本多言語面のU+1A00-1A1Fに追加された。現代の教育目的では音節末子音を表すためにヴィラーマが使われるとされ、この文字を追加する提案がなされている。
| Buginese |   |   |   |   |   |   |   |   |   |   |   |   |   |   |   |   |
|          | 0 | 1 | 2 | 3 | 4 | 5 | 6 | 7 | 8 | 9 | A | B | C | D | E | F |
| U+1A0x   | ᨀ | ᨁ | ᨂ | ᨃ | ᨄ | ᨅ | ᨆ | ᨇ | ᨈ | ᨉ | ᨊ | ᨋ | ᨌ | ᨍ | ᨎ | ᨏ |
| U+1A1x   | ᨐ | ᨑ | ᨒ | ᨓ | ᨔ | ᨕ | ᨖ | ᨗ  | ᨘ  | ᨙ  | ᨚ  | ᨛ  |   |   | ᨞ | ᨟ |